# Thomas E. Dewey
Thomas Edmund Dewey (Owosso, 24 marzo 1902 – Miami, 16 marzo 1971) è stato un politico statunitense, membro del Partito Repubblicano.

## Carriera politica
È stato due volte il candidato del suo partito, alle elezioni presidenziali del 1944 e a quelle del 1948, ma fu sconfitto dapprima da Franklin Delano Roosevelt e poi da Harry S. Truman. Più che per la sua carriera politica, egli è celebre per l'arresto del boss più spietato di quegli anni, Lucky Luciano.